# الحداثة في الأدب الإسباني
| أدب إسباني |
| --- |
| |
| أدب ألفونسو العاشر أدب العصور الوسطى الترجمات في العصر الذهبي الإسباني أدب عصر النهضة رواية فروسية رواية شطارية رواية بيزنطية ميغيل دي ثيربانتس أدب الباروك أدب عصر التنوير أدب الرومانسية أدب الواقعية أدب الحداثة الأولترايسمو جيل 98 جيل 1914 جيل 27 جيل الخمسينات رواية اجتماعية إسبانية ما بعد الحرب |
| انظر أيضًا |
| نقد أدبي • الانطباعية • رومانسية المدرسة الإبداعية • النقد أدب بورتوريكو • البوم الأمريكي اللاتيني البرناسي • واقعية أدبية • طبعانية الرومانسية الجديدة • العبثية في الأدب • باروكية • واقعية سحرية حداثة • كلاسيكية • سريالية • رمزية                                                                    |

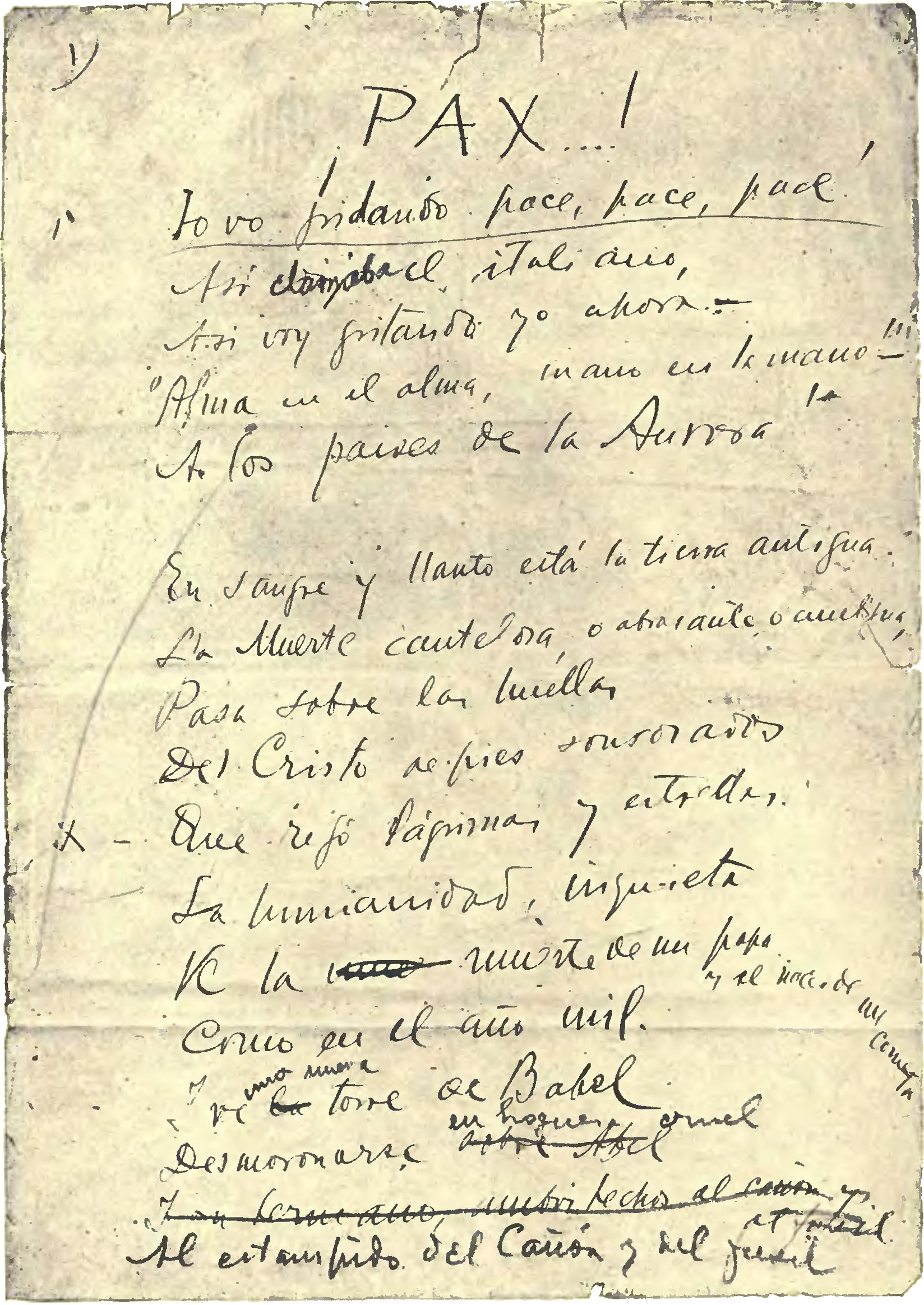
نسخة طبق الأصل من قصيدة "سلام" للشاعر روبين دارييو

الحداثة (بالإسبانية: Literatura española del Modernismo)‏ هي حركة أدبية ظهرت في السنوات الأخيرة من القرن التاسع عشر في أوروبا وأمريكا. كانت للتيارات الناشئة في الفكر العلماني النية في تجديد الحالة الاجتماعية والسياسية، مثلها مثل الاتجاهات الفنية الأخرى في ذلك العصر مثل الواقعية والطبيعية. كان لمصطلح الحداثة في باديء الأمر خاصية مهينة، حيث أنه كان يستخدم من قبل بعض الاشخاص المعارضين للمفاهيم المجددة، ولكن مع مرور الوقت، بدأ متعارفًا للإشارة إلى التيار الفني الجديد من قبل مؤسسيه، دون أي دلالة سلبية. وكانت الشخصية الرئيسية الممثلة لهذا التيار هو الشاعر النيكاراجواني روبين دارييو.
ويمكن القول بأن تيار الحداثة بدأ في إيجاد طريقه نحو التطور في السنوات الأولى من عقد الثمانينات من القرن التاسع عشر، حتى استمر تطوره إلى الحرب العالمية الأولى. وكانت هناك العديد من الأحداث التي جرت في هذه الفترة مثل أزمة الإسبانية عام 1898 جراء الحرب الأمريكية الإسبانية. والتي أدت إلى سلسلة من الهزائم الإسبانية نتج عنها تحول الولايات المتحدة إلى دولة استعمارية كبرى وقوة عالمية بعد أن كانت قوة أمريكية إقليمية، وخسارة إسبانيا لمستعمراتها في أمريكا[ ؟ ] والمحيط الهادئ، وتحولها إلى قوة من الدرجة الثانية. وبموجب معاهدة باريس عام 1898 التي تم توقيعها في 10 ديسمبر 1898، والتي أقرت بإن تتنازل إسبانيا عن كل الحقوق في كوبا واستسلام بورتوريكو والتخلى عن ممتلكاتهم في جزر الهند الغربية واستسلام جزيرة غوام والفلبين إلى الولايات المتحدة الأمريكية، وكان علي الولايات المتحدة أن تدفع 20 مليون دولار لإسبانيا في نهاية المطاف لحيازة الفلبين في آسيا.
وجدير بالذكر أن الأدب الإسباني منذ نهايات القرن التاسع عشر لم يكن له هوية واحدة، كما كان مسبقًا. وإضافة إلى ذلك، فإن تيار الحداثة بدأ بوضوح في أمريكا أكثر منه في إسبانيا. وعرف تيار الحداثة طريقه إلى إسبانيا عام 1892 عقب وصول روبين دارييو. كانت الحداثة في إسبانيا غير مفهومًا، دون ترجيح مساهماتأدب أمريكا اللاتينية. ولم يكن هناك إجماعًا في ذلك الوقت على مناقشة التعارض بين الكتاب الذين سلكوا تيار الحداثة بوصفه معاديًا لتيار جيل 98 وبين من يقترحون وجهة نظر موسعة أو عصرية تجاه الثقافة الإسبانية العلمانية.

## الخصائص
تتمثل سمات الحداثة في كلاً من: المواضيع المستخدمة، والأسلوب. حيث تتسم بشكل عام بالانسجام، والوفرة، والوصول إلى عالم مثالي يحتذى به.

### المواضيع
- الجمال الحسّي والهروب من العالم: يبحث الحداثيون عن عالم أكثر جمالاً وتعبيراً؛ حيث يمكنهم الاحتماء به، فيودون الهروب من العالم الحقيقي، وما يحتويه من الحياة اليومية والروتين المجرد. لذلك لديهم ميول للعصور الوسطى، والكلاسيكية، وعصر النهضة، ومدينة فرساي الفرنسية في القرنين السابع عشر والثامن عشر، وللأماكن البعيدة والغريبة. تكثر في مواضيعهم الأجواء النقية، والقصص التي تظهر فيها الأميرات، والأبطال الأسطورية والأدبية، وغيرها. يعتبر اللون الأزرق والأوز العراقي من العناصر المفضلة لدى الحداثيون، حيث يرمز اللون الأزرق إلى الحرية، والأوز العراقي إلى الارستقراطية (معارضة البرجوازية). يرتبط هذا الميل إلى الهروب من العالم الحقيقي و البحث عن عالم آخر أكثر جمالاً، بالحركة الرومانسية[ ؟ ] (التي ظهرت قبل الواقعية[ ؟ ]).
- العالم الداخلي للكاتب: ينفصل الحداثيون عن الواقعية، التي تركز على ملاحظة البيئات والمناظر الطبيعية، للانتقال لوصف مشاعرهم الشخصية، التي يحددها المنظر الطبيعي في مرات عديدة، حيث يعتبر كانعكاس لحالة روح المؤلف. يجب أن نسلط الضوء أيضاً على الشهوانية، وتمجيد المرأة والحب. ونجد علاقة في التعبير عن العالم الداخلي من جهة، والرومانسية من جهة أخرى، بالرغم من أن، على سبيل المثال، يتم التعامل مع الحب المستحيل بشكل مختلف.

### الأسلوب
اختار الحداثيون الكلمات بعناية، لإنتاج تأثيرات موسيقية ولونية؛ حفاظاَ على جمال النص وعالمه الداخلي. ومن الوسائل المتبعة:
- استخدام الكثير من الوسائل السمعية، مثل المحاكاة الصوتية والسجع الابتدائي.
- الاستخدام الوفير للمحسنات الأدبية، مثل الاستعارات، والتمثيل في الأدب، والتوازي، والحس المرافق.
- الاستخدام المتكرر للصفات المجملة، والمفردات الغريبة المثقفة، والموحية التي تعبر عن مشاعرهم.
- الاستعادة لبعض أنواع الأبيات المستخدمة بقلة، مثل: الإسكندري (وهو بيت سداسي التفعيل)، أو بيت تساعي المقطع، على الرغم من أنهم استمروا في استخدام أنواع أخرى، مثل: ذي أحد عشر مقطعاً، وثماني المقطع، واللذين كانوا من أكثر من تكرس استخدامهم في الأدب الإسباني.
- أحدثوا أيضاً استعادة للموشحات المهجورة، مثل: لا كواذرنا بيا (نوع من أنواع المقاطع الشعرية الإسبانية) التي تستخدم الأبيات الإسكندرية، كما أوجدوا أيضاً معلقات جديدة.
- نَظم الشعر بالركن (التوزيع المطابق للهجات في مجموعات من المقاطع المتساوية) للحصول على زيادة في حدة الإيقاع.

## البرناسية والرمزية
تطور تأثير هاتين الحركتين في فرنسا منذ أواسط القرن التاسع عشر، حيث كانتا مهمتين في تأسيس حركة الحداثة في إسبانيا.
- البرناسية: تأسس هذا التيار من قِبَل الشاعر الفرنسي الكونت دي ليسل، وسمي بذلك لأنه ظهر مع مجلة بارناسوس المعاصرة (1866-1876). يعتمد هذا المنشور على مبدأ الفن لأجل الفن، بعيداً عن الطموحات المتعالية أو الوجدانية، التي تدافع عن الرومانسية[ ؟ ]. كما سعى أنصار هذا التيار إلى خلق عناصر جميلة في نصوصهم، ومعالجة الموضوعات الغريبة والزخرفة باستخدام لغة حسية.
- الرمزية: يعد شارل بودلير الشخصية الرئيسية لهذه الحركة، وهو مؤلف كتاب أزهار الشر، حيث يشكل فيه الكون بجانبيه الدنيوي والروحي، مجموعة متجانسة، متحدة في ما بينها عن طريق انسجام خفي، وتلعب شخصية الشاعر الدور في الكشف عن هذا الانسجام. فعلى سبيل المثال، يمكن أن يصور الشاعر غروب كرمز للانحطاط، والفجر بالمقابل قد يرمز إلى ولادة جديدة أو حدوث نهضة ما. ها وقد تقترح هذه الفرضية أحيانا إلى حدوث المقارنات، ولكنها تعد بشكل أساسي استعارات.

## كُتّاب إسبان من فترة الحداثة

### مانويل ماتشادو
ولد في إشبيلية عام 1874، وتوفي في مدريد عام 1947. انتقل إلى العاصمة الاسبانية في صغره مع عائلته، حيث درس هناك في مؤسسة التعليم الحُر. عمل في مدريد كأمين مكتبة، تخرج من كلية الآداب، وعُيّن كأكاديمي في الأكاديمية الملكية الإسبانية. كان على علاقة وطيدة مع شقيقه أنطونيو ماتشادو، بالرغم من أنهم افترقا خلال الحرب الأهلية الإسبانية بسبب بعض الخلافات الأيديولوجية؛ حيث انضم مانويل إلى الوطنيين، بينما انضم أنطونيو إلى الجمهوريين. وبالرغم من ذلك، تعاون مانويل مع شقيقه في العديد من المسرحيات. كان مانويل من أنصار إسبانيا الفرانكوية، مما سبب له حزن كبير عند موت شقيقه وأمه في المنفى، كما أنه تسبب أيضاً بإعطاء أهمية أكبر لشقيقه، ونسيان جهوده، في السنوات الأخيرة من فترة الحكم الدكتاتورية.
تأثر مانويل بالشاعر روبين دارييو، وبالحركتين البرناسية والرمزية. أما بما يتعلق بأعماله، وبالأخص القصائد المغناة، ذات الأشكال المضحكة والتافهة، فتكثر فيها الأنشاد الأندلسية والقصائد الخفيفة، بالرغم من أعماله الأخرى التي يغلب عليها طابع الجديَة، التي تتصف بقربها من جيل 98، مثل الروح، كابريتشوس، الاحتفال الوطني، والقصيدة السيئة.

### سالبادور رويدا
ولد وتوفي في مقاطعة مالقة (1857-1933). سمح له أصله المتواضع بالتنقل بالعديد من الوظائف المختلفة، حتى حصل على وظيفة في جريدة مدريد الرسمية. يعتبر سالبادور من أحد المنشقين عن الجمالية الأدبية، حصد على ترحيب كبير في أمريكا الإسبانية، وأصبح رائداً للحداثة في إسبانيا، حيث بدا واضحاً تأثره بالشاعر دارييو. واهتم بالصحافة أيضاً إلى جانب اهتمامه بالشِعر، فقد بدأ بكتابة أشعاره في عام 1880، حيث يبرز منها: آيرس الإسبانية (1890)، والأحجار الكريمة (1900)، كتب أيضاً العديد من الروايات، القصص التقليدية، والمسرحيات.

### مانويل رينا مونتيا
سياسي، صحفي، وشاعر إسباني رائد للحداثة، ولد وتوفي في منطقة قنطرة شنيل (مقاطعة قرطبة[ ؟ ]) (1856_1905). بدأ أعماله الشعرية في عام 1874 حيث كان متأثر بالحركة الرومانسية وما بعدها. كَتب في مختلف المجلات، وشغل مناصب سياسية متعددة. كان ذو وضع اقتصادي جيد جداً. ألَف أول كتاب له عام 1877 ويدعى أندانتيس إي اليجروس (بالاسبانية: Andantes y Allegros). والجدير بالذكر، أنه أتقن مع مرور الوقت الشكل والأسلوب معاً.

### ريكاردو جيل
ولد وتوفي في مدريد (1885_1908). ويعتبر من رواد حركة الحداثة، بالإضافة إلى سلبادور رويدا ومانويل رينا. تلقى تعليمه في مرسية، حيث عاش هناك بعد حصوله على الشهادة في القانون. وهناك إيحاء في أبياته الشعرية إلى إزابيل فون بيكوفيك (من دولة المجر) التي كان مغرم بها. يكشف شعره على تأثره الواضح بالشاعر الاسباني جوستابو أدولفو بيكر. واستخدم في قصيدته القصة أوزان الحداثة.

### فرانثيسكو بيايسبيسا
ولد في منطقة البشرات (في مقاطقة المرية) في عام 1877، وتوفي في مدريد عام 1936. كتب أول عمل له متعلق بالحداثة في عام 1900 ويدعى كأس ملك ثول (بالاسبانية: La Copa del Rey Thule). ويعد أيضاً مؤلف مسرحيات وروايات، ولكن قبل كل هذا، هو شاعر عظيم صاحب العمل الواسع الذي يتكون من أكثر من خمسين كتاب شعري. أمَا ككاتب مسرحي، فقد برزت أعماله التالية: قصر اللؤلؤ، ابن أمية، ليونا القشتالية، وتعد جميعها أعمال مسرحية شعرية، ذات إيقاع موسيقي رنان.

### توماس موراليس كاستيَانو
ولد في مويا (كناريا الكبرى) عام 1884 وتوفي في لاس بالماس دي غران كناريا عام 1921. كان من أهم الشعراء المنتمين لتيار الحداثة الإسباني. يبرز من بين أعماله ورود هرقل (بالإسبانية:Las Rosas de Hércules)، وكذلك قصيدته قصيدة إلى المحيط الأطلسي (بالإسبانية:Oda al Atlántico). كان صديقاً لكل من ساولو تورون نابارو وألونسو كيسادا، وهما أيضاً اثنان من شعراء تيار الحداثة من كناريا الكبرى.

### إدواردو ماركينا
ولد في برشلونة عام 1879 وتوفي في نيويورك عام 1946. وهو شاعر عظيم ينتمي لتيار الحداثة الكتالوني، ومؤلف مسرحي مهم في السنوات ما قبل الحرب العالمية الأولى. كتب النشيد الوطني الإسباني بطلب من الملك ألفونسو الثالث عشر. من بين أعماله الشعرية خمر (بالإسبانية: Vendimión) عام 1909. أما من أعماله المسرحية الجديرة بالذكر بنات السيد (بالإسبانية: Las Hijas del Cid)، غَربت الشمس في افلاندر (بالإسبانية: En Flandes se ha puesto el Sol)، تيريزا القديسة، الصومعة (بالاسبانية: La Ermita)، المصدر (بالاسبانية:La Fuente)، والنهر (بالإسبانية:El Río)، وهي أعمال مسرحية شعرية، ذات إيقاع موسيقي رنان، مثل مسرحيات فرانثيسكو بيايسبيسا، على الرغم من أنَ أعمال ماركينا أكثر غنى من أعمال بيّايسبيسا.

### ألبيرتو ألباريث دي ثينفويغوس كوبوس
صحفي، شاعر، ومؤلف مسرحي اسباني. ولد في مارتوس (مقاطعة خاين) عام 1885 وتوفي في بورتولانو (مقاطعة ثيوداد ريال) عام 1957. أدّت معارضته لإسبانيا الفرانكوية إلى نسيان أدبه. درس العلوم والقانون في جامعة غرناطة. بدأ نشاطه الأدبي في ذلك العصر كطالب، وكان لديه ميول منذ البداية نحو تيار الحداثة. صاهر نيكاسيو ألباريث دي ثينفويغوس (أحد شعراء القرن الثامن عشر). من أشهر أعماله أندانتيس (بالإسبانية: Andantes).

### ساولو تورون نابارو
ولد ساولو تورون وتوفي في جزيرة كناريا الكبرى (1885-1974)، على غرار صديقيه المقربين توماس موراليس وألونسو كيسادا. عاش طفولة صعبة بسبب وفاة العديد من أقاربه. تميّز شعره بالبساطة، وكان مقلاًّ بمقالاته، حيث كان يعبر فيها عن عالمه الداخلي المشؤوم والسّوداويّ بعض الشيء، وكان يعطي أهمية كبيرة للبحر. جُمعت أعماله الشّعرية في أربعة كتب.

### ألونسو كيسادا
شاعر، روائي، وكاتب مسرحي. اسمه الحقيقي رافاييل روميرو كيسادا. بدأ وأنهى حياته في لاس بالماس دي غران كناريا (1925-1885). كان صديقاً مقرباً لتوماس موراليس وساولو تورون. رحل تاركاً وراءه معظم أعماله دون نشر، وهي أعمال عبّرت عن سخرية ومرارة الوجود الإنساني.

### أنطونيو ماتشادو
ولد في إشبيلية عام 1875 وتوفّي منفيّاً مع والدته في كوليور (فرنسا) عام 1939. على الرغم من أنه من أعظم شّعراء جيل 98، إلَا انه كان ذي علاقة مع الحداثة. درس في مؤسّسة التّعليم الحرّ، مثل أخاه مانويل ماتشادو، بعد انتقاله إلى مدريد. عمل الإخوة معاً في المسرحيات، مثل: نبات الدّفلى (بالإسبانية : Las Adelfas)، اللّولا تتجه إلى الأبواب (بالإسبانية: La Lola se va a los Puertos) أو خوليانيو بالكارثيل (بالإسبانية: Julianillo Valcarcel). نُشرت قصيدة الخلوة (بالإسبانية: Soledades) في عام 1903 وتوسعت في عام 1907، وهو عمل حداثي حتى الآن لأنطونيو ماتشادو. عمل كمدرس للغة الفرنسية في سريا، وهي المدينة التي تمثّل جزءاً كبيراً من عمله، كما في حقل كاستيا (بالإسبانية: Campos de Castilla) ، التي تصنف من الأعمال المعارضة للحداثة.

### رامون ماريا ديل بايي انكلان
ولد في فيانويفا دي أروسا (مقاطعة بونتيفيدرا)، في عام 1866، وتوفي في سانتياغو دي كومبوستيلا، عام 1936؛ متأثراً بمرض السرطان. بدأ دراسة القانون، ولكنه توقف بعد ذلك بسبب نفيه إلى المكسيك، وعاد لاحقاً للعيش في مدريد وسنتياغو. يُعَد رامون رجل بوهيمي، ذو مظهر مميز جداً، عصبي، سريع الغضب، وكان متحيز دائماً للفن ولكل ما هو جميل. تعرض رامون انكلان لحادث مع أحد الصحفيين، مما نتج عنه حدوث جرح في ذراعه، وأدى تفاقمه بعد ذلك إلى بترها. ويعتبر من الصعب تحديد الحركة الأدبية التي ينتمي إليها بايي انكلان؛ بسبب اتساع نطاق عمله. حيث تبرز السوناتا في النثر، وإسبربينتو في المسرح (وهو عبارة عن نوع أدبي خاص لبايي انكلان، يعتمد على الوصف المشوه للواقع؛ بغية انتقاد المجتمع)، وينتمي أيضاً إلى جيل 98.

### خوان رامون خيمينث
كاتب من جيل 1914، ولكنه كان ينتمي قبل ذلك لشعراء حركة الحداثة، وتميز أيضاً بتأثره بالشاعر جوستابو أدولفو بيكر. كتب خيمينث قصيدة تظهر فيها مراحل شعرية مختلفة، حتى عام 1918، حيث تشير أول ثلاث أبيات شعرية إلى التأثر بالشاعر جوستابو أدولفو بيكر، والخمس أبيات الباقيين إلى مرحلة الحداثة.

### غريغوريو وماريا مارتينيث سييرا
بعد عقدقرآن الكُتّاب، غريغوريو مارتينيث سييرا ( مدريد 1881 – الأول من أكتوبر 1947 ) وماريا ليخاراجا (سان ميلان دي لا كوجويا، منطقة لا ريوخا 1847 بوينس آيرس 1974 ) ، ابتدأوا بالكتابة تحت الاسم المستعار (غريغوريو مارتينيث سييرا) منذ عام 1899. وقد تم نشر معظم أعمالهم المسرحية، التي تميزت بابتكار مشاهد جديدة، من خلال شركة مسرح الفن بإشراف غريغوريو، بالإضافة لكونهم كُتاب قصص قصيرة، روايات، وسيناريوهات. وقد ربطتهم الرغبة في إدراج القارئ والمُشاهد في عالم من الجمال، من وجهة نظر قريبة للكاتب موريس ماترلينك، بالحركة الحداثية.

### آخرون
- إميليو كارير مورينو
- أليخاندرو ساوا مارتينيث
- إسحاق مونيوز
- بيدرو دي ريبيدي
- خاثينتو بينافينتي
- أجوستين دي فوكسا
- رفاييل سانشيز ماثاس
- ماوريثيو باكاريسي كاسولا
- فيرناندو فورتون